# 上村汽船

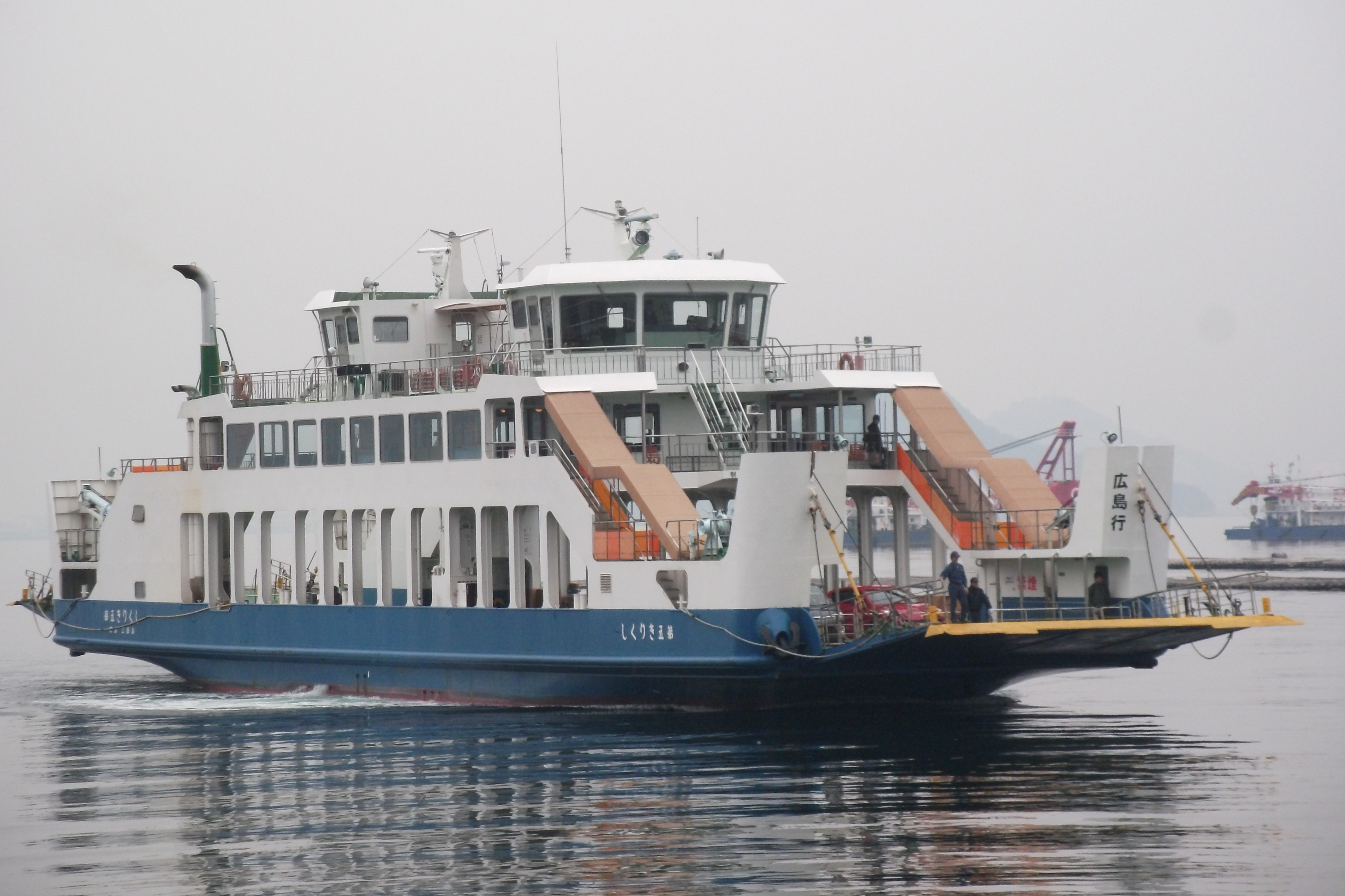
フェリー「第五きりくし」（切串港にて）

上村汽船（かみむらきせん）は、広島県広島市南区に本社を置く、海運会社。

## 概要
広島と江田島を連絡する航路を、戦前から長く個人事業として運営し、1981年に上村汽船株式会社として法人化した。
1964年からフェリーの運航を開始、競合の激しかった広島 - 江田島航路の中でも最短航路であり、1980年には他社に先駆けて両頭型フェリーを導入するなど存在感を示し、2023年現在は瀬戸内シーラインの能美島・三高航路を残して、他社のフェリーはすべて撤退している。

## 航路

### 運航中の航路
- 広島港 - 切串港西沖桟橋（江田島市）フェリー

航路延長6.1km、航海時間約30分、1日22往復（最終便1往復は休日運休）を運行する。国道487号の海上区間となっている。

### 過去の航路
個人事業時代の旅客船航路。廃止時期不明。
- 飛渡瀬 - 山田 - 宮ノ原 - 津久茂 - 三高 - 大須 - 宇品[4]

距離25.5km
江田島湾内の各集落と広島港を結ぶ航路。
- 切串 - 宇品 - 本川[5]

距離7.0km
戦後、江田島の農産物を中央市場へ出荷する便を図り運航。

## 船舶
2022年現在、運航中の船は全て両頭船である。

### 運航中の船舶
- 第五きりくし (2代)

1997年8月竣工、現在は予備船、松浦造船所建造（第523番船）
373総トン、全長49.0m、幅10.5m、深さ3.85m、ディーゼル1基2軸、機関出力1,800PS、航海速力12.0ノット、旅客定員330名、乗用車32台
- 第八きりくし (2代)

2003年11月30日就航、松浦造船所建造（第551番船）
375総トン、全長48.91m、幅10.5m、深さ3.85m、ディーゼル1基2軸、機関出力1,800PS、航海速力12.0ノット、旅客定員300名
- 第十きりくし (2代)

2016年12月24日就航、松浦造船所建造(第605番船)
383総トン、全長43.15m、幅10.5m、深さ3.85m、航海速力13.090ノット

### 過去の船舶

#### 旅客船
- 江田島丸[5]

建造年不詳、木造
35.00総トン、焼玉機関、機関出力115ps、最大速力7ノット、旅客定員60名
- 第一切串丸[5]

1951年6月進水
19.69総トン、焼玉機関、機関出力75ps、最大速力6ノット、旅客定員75名
- 切串丸[7]

1929年12月進水、建造所不詳、木造
25.64総トン、登録長16.24m、型幅3.38m、型深さ1.11m、焼玉機関、機関出力70ps、最大速力9ノット、旅客定員57名
- 第三長水丸 → 第十切串丸[8]

建造年不詳、木造
44.95総トン、焼玉機関、機関出力115ps、航海速力9.5ノット、旅客定員110名
- 第十二切串丸[7]

1955年3月進水、小林造船所建造、木造
52.25総トン、登録長21.48m、型幅4.22m、型深さ1.80m、焼玉機関、機関出力115ps、最大速力9.0ノット、旅客定員108名
- きりくし[9]

1960年5月進水、小林造船所建造、鋼船
75.18総トン、全長22.0m、型幅5.00m、型深さ1.90m、ディーゼル1基、機関出力160ps、航海速力10ノット、旅客定員124名
- 第十三切串丸[7]

1953年9月進水、奥村喜一建造、木造
38.99総トン、登録長19.15m、型幅3.96m、型深さ1.57m、焼玉機関、機関出力80ps、最大速力10ノット、旅客定員97名
- 高吉丸[10]

1955年6月進水、個人船主所有(用船)、木造
17.87総トン、焼玉機関、機関出力115ps、最大速力7ノット、旅客定員79名

#### フェリー
- 第二きりくし[11]

1964年6月竣工、岸本造船建造、初のカーフェリー
144.03総トン、全長31.91m、型幅7.00m、型深さ2.70m、ディーゼル1基、機関出力360ps、航海速力11ノット、旅客定員370名
- 第三きりくし[12]

1968年7月竣工、小林造船建造
180.86総トン、全長34.00m、幅8.3m、深さ3.0m、ディーゼル1基、機関出力800ps、航海速力12ノット、旅客定員528名、大型トラック4台、乗用車8台
- 第五きりくし (初代)[12]

1976年10月竣工、川本造船所建造、引退後、東洋海運に売船、「フェリー東洋」に改名。
194.62総トン、全長40.00m、幅8.6m、深さ2.90m、ディーゼル1基、機関出力1,100ps、航海速力12.0ノット、旅客定員568名、大型トラック5台、乗用車10台
- 第八きりくし (初代)[12]

1980年11月竣工、川本造船所建造。初の両頭型フェリー、以降全船が同タイプとなっている。
382.23総トン、全長39.00m、幅10.20m、深さ3.60m、ディーゼル1基、機関出力1,400ps、航海速力10ノット、旅客定員300名、大型トラック10台、乗用車10台
- 第十きりくし (初代)[14]

1987年7月竣工、2003年12月引退、川本造船所建造
368総トン、全長49.80m、幅10.0m、深さ3.60m、ディーゼル1基、機関出力1,400PS、航海速力10.5ノット、旅客定員297名、8tトラック10台、乗用車10台　
- 第十二きりくし[14]

1992年10月20日就航、2016年12月引退、川本造船所建造
489総トン、全長49.90m、幅12.00m、深さ3.90m、ディーゼル1基、機関出力2,200PS、航海速力11.0ノット、旅客定員329名、大型トラック10台、乗用車15台